# Quartu Sant’Elena
Quartu Sant’Elena (sardisch: Cuartu Sant’Alèni) ist eine italienische Gemeinde mit 68.509 Einwohnern (Stand 31. Dezember 2023) in der Metropolitanstadt Cagliari.

## Geografie
Quartu Sant’Elena liegt östlich von Cagliari und ist nur durch die Salinen di Stato vom Meer (Golfo dei Angeli) getrennt. Der Ort grenzt direkt an den Regionalpark Stagno di Molentargius.

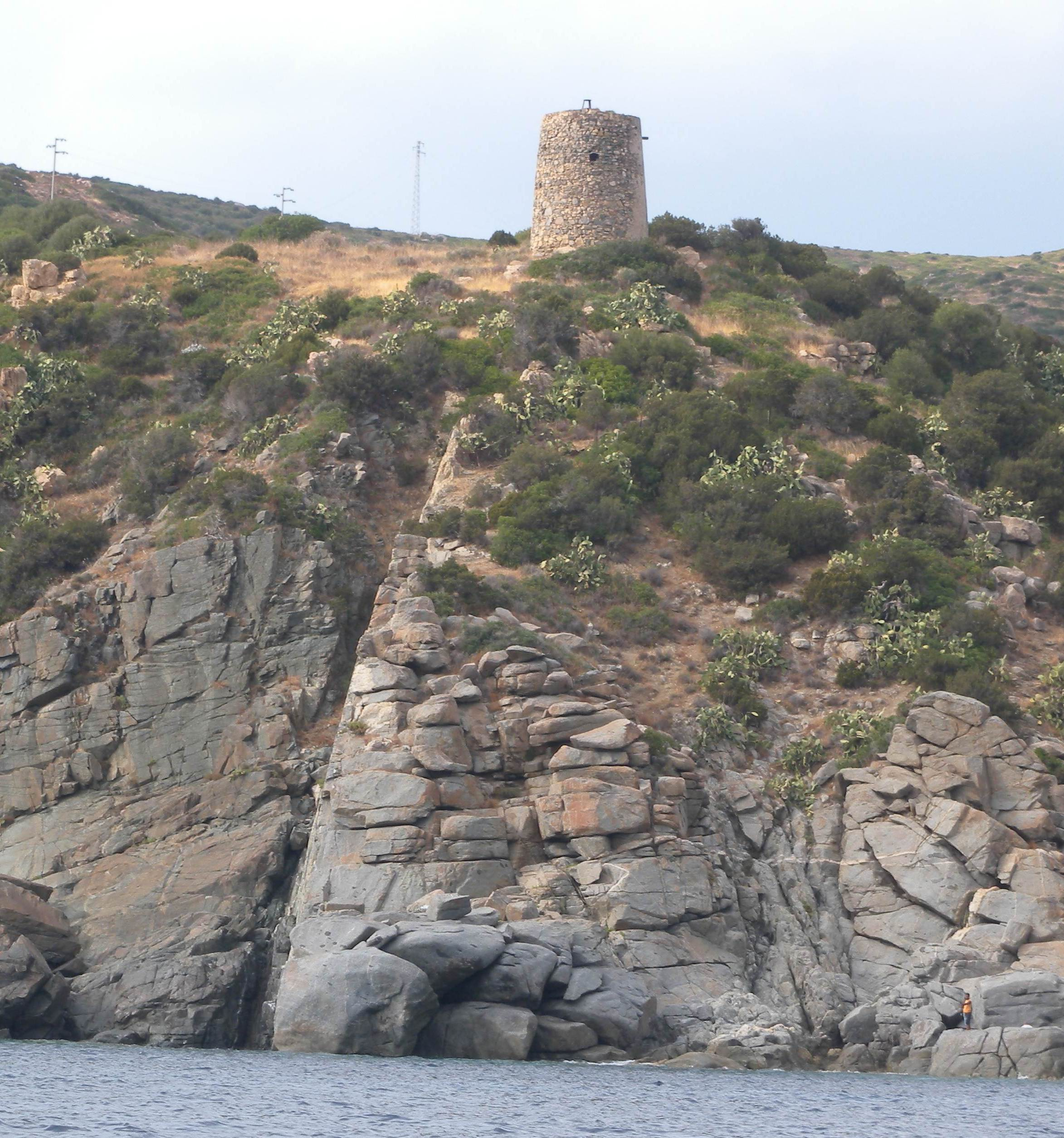
Torre Cala Regina

In den 1970er Jahren war Quartu Sant’Elena noch räumlich von Cagliari getrennt. Doch schon in den 1990er Jahren wuchsen beide Städte durch die steigende Einwohnerzahl und die wachsende Industrie zusammen. Weitere Nachbargemeinden sind Maracalagonis, Monserrato, Quartucciu und Selargius. Zur Gemeinde gehören auch die Fraktionen Flumini di Quartu, Geremeas, Margine Rosso, Marina di Capitana, Salmagi und Terra Mala.

## Geschichte

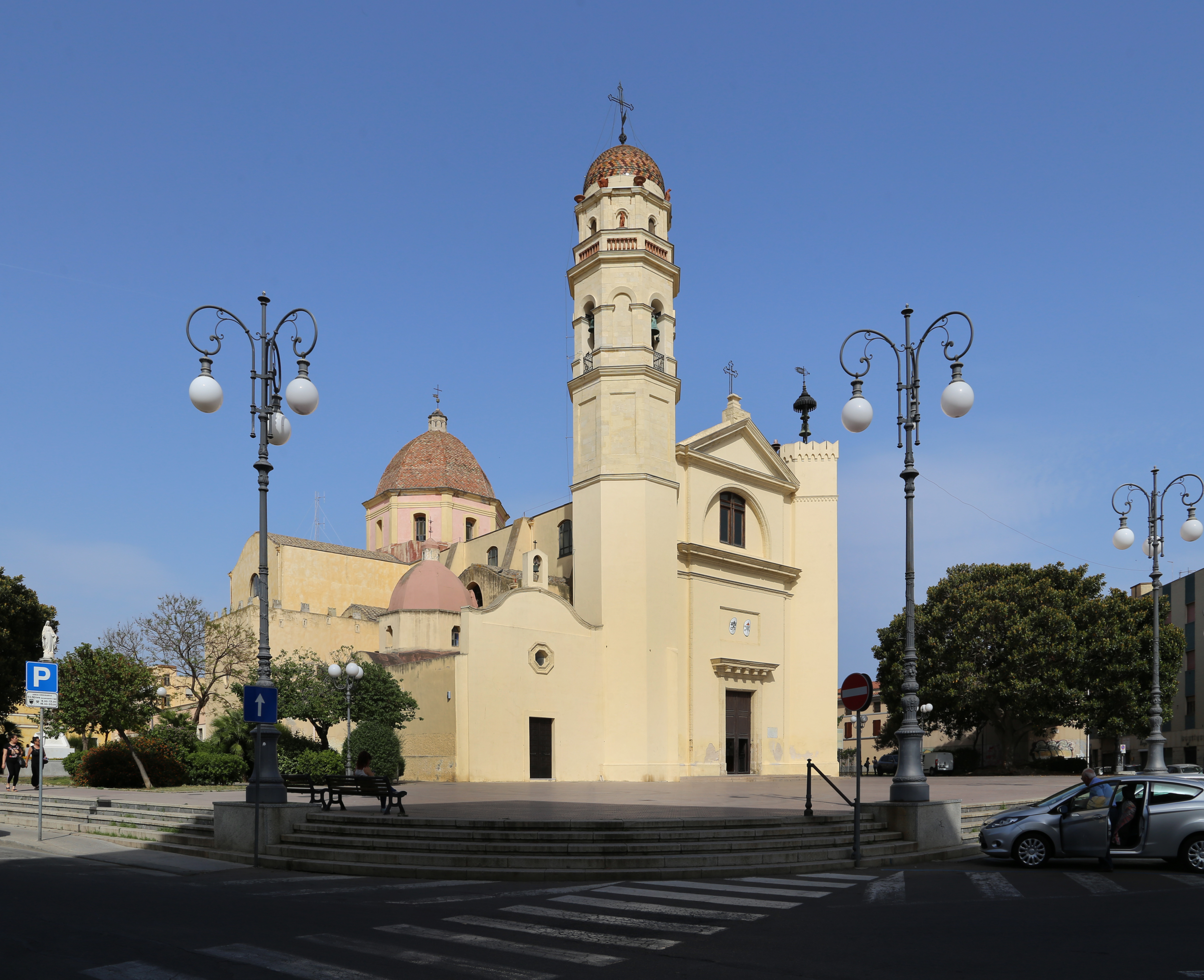
Basilika Sant’Elena Imperatrice

Der Name der Stadt leitet sich von der Entfernung nach Cagliari (Quartum miles, Latein für „vier Meilen“) sowie von der dortigen Durchreise der Mutter des Kaisers Konstantin, Helena (italienisch: Santa Elena), ab („Vier Meilen zur Santa Elena“).
Die ersten Spuren menschlicher Existenz in Quartu Sant’Elena datieren, abgesehen von der Nuraghe Diana und den drei Nuraghen s’Orixeddu erst aus der Zeit der Phönizier, wie die Funde von Cepola, Geremeas, Is Mortorius und Separassiu belegen. Römische Spuren finden sich in der Nähe der Villa Sant’Andrea, ein Friedhof bei S. Martino und einige Grabsteine bei Simbirizzi.
Während der Herrschaft des Königreichs Aragon wurde Quartu Sant’Elena von Fieber, Pest, Malaria und fortlaufenden Überfällen Sarazenischer Piraten heimgesucht, ein Niedergang, der zu jener Zeit ganz Sardinien erfasste.
Im Jahre 1793 landeten Soldaten der Französischen Flotte mit der Absicht, die ganze Insel zu unterwerfen, an der Küste von Quartu. Die Bürger der Stadt griffen unter der Führung von Antonio Pisanu die Franzosen an und vereitelten die Landnahme in einer blutigen Schlacht.
Im Jahr 1956 wurden Quartu Sant’Elena von Giovanni Gronchi, dem Präsidenten der Republik Italien, die Stadtrechte verliehen.

## Söhne und Töchter der Gemeinde
- Antonio Vacca (1934–2020), römisch-katholischer Geistlicher, Bischof von Alghero-Bosa
- Mario Farci (* 1967), römisch-katholischer Geistlicher, Bischof von Iglesias